# Иосафатова долина
Иосафатова долина (ивр. עמק יהושפט‎, эмек Йехошафат, «долина, в которой Бог будет судить») — долина, упоминаемая в Ветхом Завете. 
Иосафатова долина обычно отождествляется с Кедронской долиной, но не все теологи отождествляют Кедронскую долину с ней, оппоненты считают, что Кедронская долина стала считаться Иосафатовой лишь в IV веке нашей эры.

## В Библии

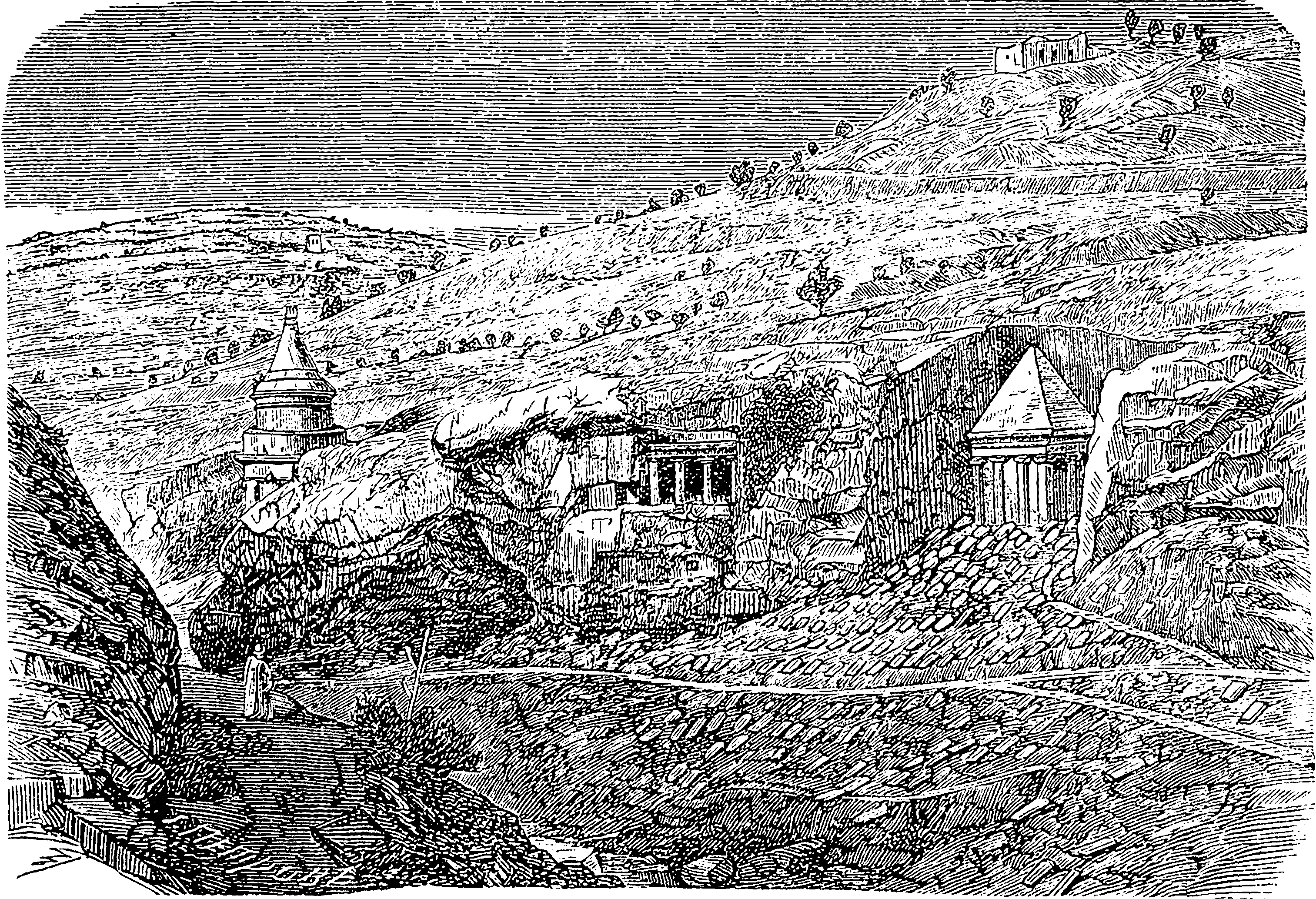
Долина Иосафатова
(рисунок из «Библейской энциклопедии»)

Упоминается в книге пророка Иоиля (3:2—12): «Я (Иегова) соберу все народы, и приведу их в долину Иосафата и там произведу над ними суд». По мнению некоторых исследователей, эта же долина фигурирует в Бытии (14:17) и второй Книге Царств (18:18) под названием «долины царской». Считается, что своё название долина получила или как предполагаемое место погребения царя Иосафата, или как место большой победы, одержанной Иосафатом над моавитянами и их союзниками (вторая книга Паралипоменон, 20:25).

## В эсхатологии
На основании слов пророка Иоиля иудеи, мусульмане и некоторые из христиан полагают, что долина Иосафатова будет местом последнего Страшного Суда над народами. Согласно иудейской эсхатологии, пророк говорит явно лишь о суде над нечестивыми притеснителями евреев, например, идумеями, халдеями, ассириянами, когда в конце войны Гога и Магога народы будут перенесены Богом в Иосафатову долину и осуждены за зло, причинённое Израилю.

## Другие объекты с названием Иосафатова долина

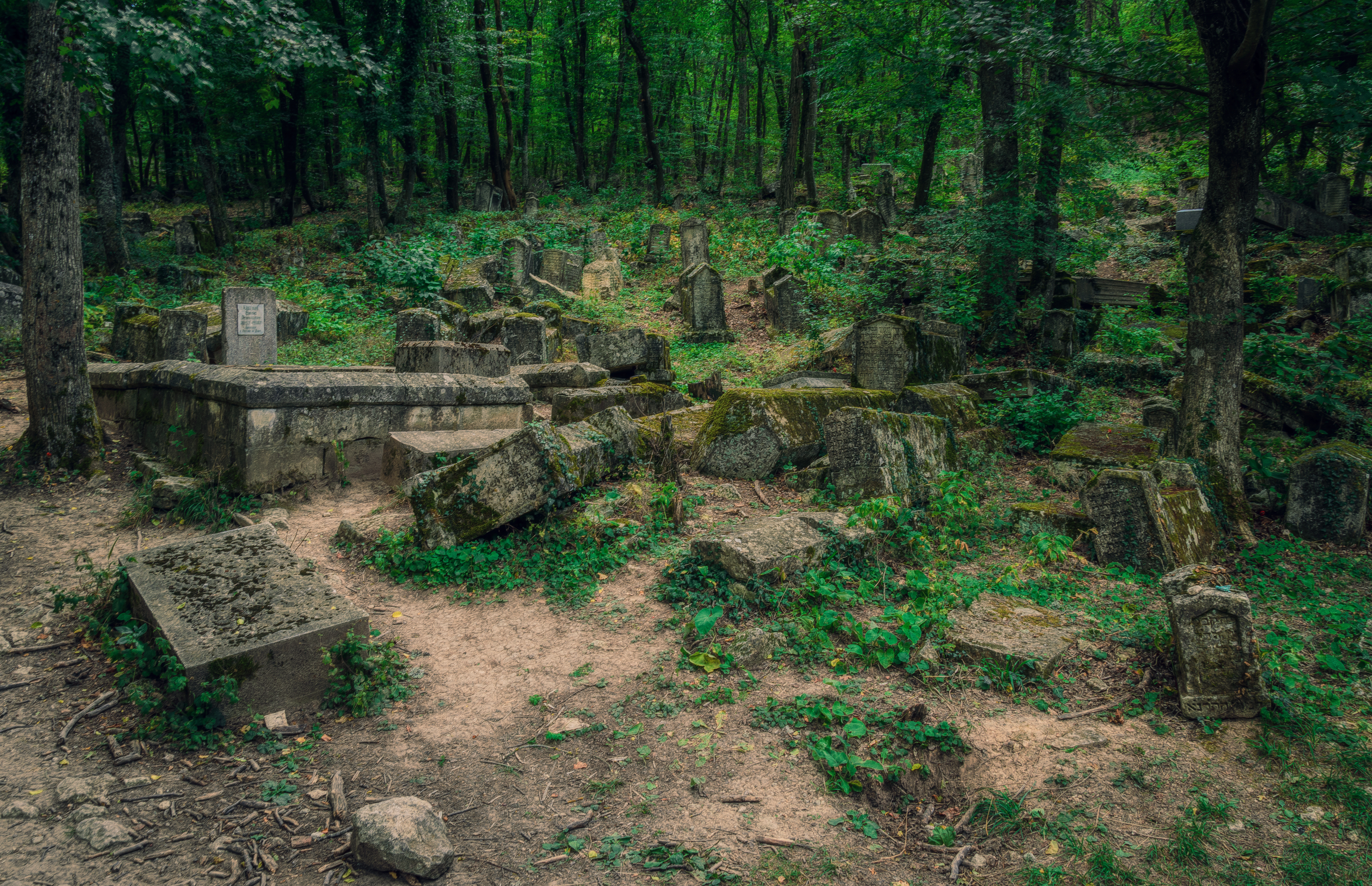
Караимское кладбище в Иосафатовой долине у Чуфут-Кале

Иосафатовой долиной также называется караимское кладбище, находящееся за древним городом Чуфут-Кале, возле Бахчисарая.
Это не единственный случай использования библейского названия для других объектов на территории бывшей Российской империи. Возле села Голынчинцы (ныне на Украине, в Шаргородском районе), расположена долина крестов Иосафатова долина, которая является местом паломничества. Создана несмотря на гонения советских властей после знамения сельскому пастуху 1923 года. 

## В литературе и искусстве
Иосафатова долина описана писателями:
- В. М. Дорошевич. «В земле обетованной»[3].
- Б. К. Зайцев «Путники».
- Г. Мелвилл «Дневник путешествия в Европу и Левант».